# Emirates American Football League 2017-2018
La Emirates American Football League 2017-2018 è stata la 6ª edizione del campionato emiratino di football americano di primo livello, organizzato dalla EAFL.
La finale è stata giocata il 16 marzo 2018.

## Squadre partecipanti
| Club                | Città     | Stadio | Sponsor ufficiale |
| ------------------- | --------- | ------ | ----------------- |
| Abu Dhabi Wildcats  | Abu Dhabi |        |                   |
| Al Ain Desert Foxes | al-'Ayn   |        |                   |
| Dubai Barracudas    | Dubai     |        |                   |
| Dubai Stallions     | Dubai     |        |                   |

## Stagione regolare

### Calendario

#### 1ª giornata
| 19 gennaio 2018 | Dubai Barracudas | 1 – 0 (a tavolino) | Dubai Stallions |  |

| 19 gennaio 2018 | Al Ain Desert Foxes | 1 – 0 (a tavolino) | Abu Dhabi Wildcats |  |

#### 2ª giornata
| 26 gennaio 2018 | Dubai Stallions | 6 – 20 | Al Ain Desert Foxes |  |

| 26 gennaio 2018 | Abu Dhabi Wildcats | 0 – 8 | Dubai Barracudas |  |

#### 3ª giornata
| 9 febbraio 2018 | Dubai Barracudas | 8 – 8 | Al Ain Desert Foxes |  |

| 9 febbraio 2018 | Dubai Stallions | 19 – 8 | Abu Dhabi Wildcats |  |

#### 4ª giornata
| 16 febbraio 2018 | Dubai Barracudas | 34 – 0 | Dubai Stallions |  |

| 16 febbraio 2018 | Al Ain Desert Foxes | 14 – 8 | Abu Dhabi Wildcats |  |

#### 5ª giornata
| 2 marzo 2018 | Dubai Stallions | 0 – 14 | Abu Dhabi Wildcats |  |

| 2 marzo 2018 | Dubai Barracudas | 3 – 0 | Al Ain Desert Foxes |  |

### Classifica
La classifica della regular season è la seguente:
- PCT = percentuale di vittorie, G = partite giocate, V = partite vinte,  P = partite perse, PF = punti fatti, PS = punti subiti

| Pos. | Squadra             | PCT  | G | V | N | P | PF | PS |
| ---- | ------------------- | ---- | - | - | - | - | -- | -- |
| 1    | Dubai Barracudas    | .900 | 5 | 4 | 1 | 0 | 54 | 8  |
| 2    | Al Ain Desert Foxes | .700 | 5 | 3 | 1 | 1 | 43 | 25 |
| 3    | Abu Dhabi Wildcats  | .200 | 5 | 1 | 0 | 4 | 30 | 42 |
| 4    | Dubai Stallions     | .200 | 5 | 1 | 0 | 4 | 25 | 77 |

## Playoff

### Tabellone
|  | Semifinali | Semifinali          | Semifinali |                    |   | VI Desert Bowl   | VI Desert Bowl | VI Desert Bowl |  |
|  |            |                     |            |                    |   |                  |                |                |  |
|  | 1          | Dubai Barracudas    | 7          |                    |   |                  |                |                |  |
|  | 1          | Dubai Barracudas    | 7          |                    |   |                  |                |                |  |
|  | 4          | Dubai Stallions     | 6          |                    |   |                  |                |                |  |
|  | 4          | Dubai Stallions     | 6          |                    | 1 | Dubai Barracudas | 19             |                |  |
|  |            |                     |            |                    | 1 | Dubai Barracudas | 19             |                |  |
|  |            |                     | 3          | Abu Dhabi Wildcats | 0 |                  |                |                |  |
|  | 2          | Al Ain Desert Foxes | 3          | Abu Dhabi Wildcats | 0 | 6                |                |                |  |
|  | 2          | Al Ain Desert Foxes |            |                    |   |                  |                |                |  |
|  | 3          | Abu Dhabi Wildcats  | 13         |                    |   |                  |                |                |  |

### Semifinali
| 9 marzo 2018 | Dubai Barracudas | 7 – 6 | Dubai Stallions |  |

| 9 marzo 2018 | Al Ain Desert Foxes | 6 – 13 | Abu Dhabi Wildcats |  |

### VI Desert Bowl
| 16 marzo 2018 | Dubai Barracudas | 19 – 0 | Abu Dhabi Wildcats |  |

## Verdetti
- Dubai Barracudas Campioni degli Emirati Arabi Uniti 2017-2018